# Vidvinkelobjektiv
Vidvinkel er en betegnelse for objektiver, hvis brændvidde er kortere end diagonalen på optageformatet. Den kortere brændvidde kræver en større billedvinkel for at oplyse hele film- eller sensorarealet.
På spejlreflekskameraer sidder der et spejl mellem filmen og objektivet. Det betyder, at objektiver under en vis brændvidde ikke kan anvendes på kameraet, da det bageste linseelement ville komme i karambolage med spejlet. For at omgå dette problem opfandt objektivfabrikanten Angenieux i 50'erne retrofokuskonstruktionen. Dette objektivdesign flytter det optiske centrum ud bag det bageste linseelement, hvilket gør, at objektivet er længere væk fra filmen end et konventionelt objektiv og altså ud af spejlets rum.
Retrofokusdesignet har dog visse ulemper, idet det er svært at lave et rettegnende objektiv af denne konstruktion. Derudover øges vægten og risikoen for uønskede reflekser i det store frontelement.
For fotografering på 135 film med en cellestørrelse på 24×36mm regnes groft sagt objektiver med brændvidde på 35mm eller mindre for vidvinkler.